# Kenttämaanjärvi
Kenttämaanjärvi är en sjö i Pajala kommun i Norrbotten och ingår i Torneälvens huvudavrinningsområde. Sjön har en area på 0,256 kvadratkilometer och ligger 153 meter över havet. Kenttämaanjärvi ligger i Torne och Kalix älvsystem Natura 2000-område.

## Delavrinningsområde
Kenttämaanjärvi ingår i det delavrinningsområde (741937-182076) som SMHI kallar för Ovan 741558-182297. Medelhöjden är 168 meter över havet och ytan är 13,53 kvadratkilometer. Det finns inga avrinningsområden uppströms utan avrinningsområdet är högsta punkten. Veneauttonjoki som avvattnar avrinningsområdet har biflödesordning 4, vilket innebär att vattnet flödar genom totalt 4 vattendrag innan det når havet efter 128 kilometer. Avrinningsområdet består mestadels av skog (69 procent) och sankmarker (20 procent). Avrinningsområdet har 0,69 kvadratkilometer vattenytor vilket ger det en sjöprocent på 5,1 procent.